# One-north
one-north – stacja podziemna Mass Rapid Transit (MRT) na Circle Line w Singapurze.